# Mokroluh
Mokroluh és un poble i municipi d'Eslovàquia. Es troba a la regió de Prešov, al nord del país. El 2022 tenia 761 habitants. La primera referència escrita de la vila data del 1277.

## Demografia
| Godina             | 1994 | 2004    | 2014   | 2024   |
| ------------------ | ---- | ------- | ------ | ------ |
| Nombre de persones | 587  | 714     | 730    | 769    |
| Diferència         |      | +21,63% | +2,24% | +5,34% |

| Godina             | 2023 | 2024   |
| ------------------ | ---- | ------ |
| Nombre de persones | 750  | 769    |
| Diferència         |      | +2,53% |